# Lucas Boniface
Lucas Boniface (Limoges, 24 oktober 2000) is een Franse wielrenner die vanaf 2024 voor TotalEnergies uitkomt. Boniface geldt als een sprinter. 

## Overwinningen
2023
Eindklassement Circuit des Plages Vendéennes
1e, 4e & 5e etappe Circuit des Plages Vendéennes
Nantes-Segré
Puntenklassement Tour Cycliste International de la Guadeloupe
4e & 5e etappe Tour Cycliste International de la Guadeloupe

## Resultaten in voornaamste wedstrijden
|      | \| Jaar \| Gent-Wevelgem \| Parijs-Roubaix \| \| ---- \| ------------- \| -------------- \| \| 2024 \| opgave \| opgave \| |                |
| Jaar | Gent-Wevelgem | Parijs-Roubaix |
| 2024 | opgave | opgave         |

## Ploegen
- 2021 –  Vendée U
- 2022 –  Vendée U
- 2023 –  Vendée U
- 2023 –  TotalEnergies (stagiair vanaf 1-8)
- 2024 –  TotalEnergies
- 2025 –  TotalEnergies

Boniface · Bonnet · Burgaudeau · Cras · Doubey · Dujardin · Ferron · Gachignard · Grellier · Jeannière · Jegat · Jousseaume · Latour · Manzin · Ourselin · Simon · Soupe · Tesson · Turgis · Vadic · Van Gestel · Vercher · Vuillermoz · Boulahoite (stagiair) · Marcerou (stagiair) · Sanchez (stagiair)